# Schlotheimia (Ammonitengattung)
Schlotheimia ist eine Gattung sehr evoluter, berippter Ammoniten aus dem Unterjura. Sie fungiert als Leitfossil im oberen Hettangium.

## Erstbeschreibung
Die Gattung Schlotheimia wurde erstmals im Jahr 1878 von Claude-Émile Bayle wissenschaftlich beschrieben. Benannt wurde sie zu Ehren von Ernst Friedrich von Schlotheim. Letzterer hatte bereits im Jahr 1820 das Taxon Schlotheimia angulata als Ammonites angulus bzw. Ammonites angulatus bezeichnet (Typusart).

## Lebensweise
Die Individuen der Gattung Schlotheimia waren schnellschwimmende marine Karnivoren. Sie bevölkerten das randmarine, flache Subtidal, waren aber auch in siliziklastischen Becken im offen-marinen Bereich sowie bis hinunter zur Schelframpe im tiefen Subtidal anzutreffen.

## Systematik
Die Gattung Schlotheimia gehört zur Familie der Schlotheimiidae (Unterfamilie Schlotheimiinae) innerhalb der Überfamilie der Psiloceratoidea. Sie enthält folgende Taxa:
- Schlotheimia amblygonia
- Schlotheimia angulata Schlotheim, 1820
  - Schlotheimia angulata densicostata Lange
  - Schlotheimia angulata eugemethes Lange
- Schlotheimia angulosa Lange
- Schlotheimia complanata von Köhnen, 1902
- Schlotheimia cuevitensis Hillebrandt, 2000
- Schlotheimia depressa Wähner, 1886
- Schlotheimia extranodosa Wähner, 1886
- Schlotheimia germanica Lange
- Schlotheimia gonyphora Lange
- Schlotheimia hoelderi Lange
- Schlotheimia hypolepta Lange
- Schlotheimia intermedia Pompeckj
- Schlotheimia lymensis Spath
- Schlotheimia marmorea
- Schlotheimia montana Wähner
- Schlotheimia oligoptycha
- Schlotheimia oxygonia
- Schlotheimia phoebetica
- Schlotheimia phoenix
- Schlotheimia polyeides Lange
- Schlotheimia polyptycha
- Schlotheimia postangulata
- Schlotheimia princeps
- Schlotheimia pseudoalpinum Pompeckj
- Schlotheimia pseudomoreana Spath
- Schlotheimia quadrata
- Schlotheimia schroederi Lange
- Schlotheimia similis Spath
- Schlotheimia sp.
- Schlotheimia stenorhyncha Lange
- Schlotheimia striata
- Schlotheimia striatissima Quenstedt
- Schlotheimia tenuis Lange

Schwestergattungen sind Angulaticeras, Kammerkarites, Macrogrammites, Saxoceras und Waehneroceras.
Synonyme Bezeichnungen der Gattung Schlotheimia sind Aegoceras, Anguliferites Lange, 1951, Saxoceras und
Scamnoceras Lange, 1924.

### Phylogenese
Laut Guex und Kollegen hat sich die Gattung Schlotheimia zusammen mit den Gattungen Franziceras und Saxoceras vor 200,5 Millionen Jahren von der Gattung Kammerkarites abgespalten. Die Gattung Kammerkarites hatte sich etwa 200.000 Jahre zuvor wiederum aus der Gattung Psiloceras entwickelt, welche das Massensterben an der Trias-Jura-Grenze gegen 201,3 Millionen Jahren überlebt hatte. Aus der Gattung Schlotheimia entwickelten sich um 200,0 Millionen Jahre die Gattungen Angulaticeras und Ectocentrites.
Aus den Schlotheimiidae, den Discamphiceratinae, den Arietitidae und den Lytocerataceae sollten dann sämtliche späteren Ammoniten des Jura und der Kreide (Neoammoniten) hervorgehen.

## Leitfossil und Zonierung
Das Taxon Schlotheimia angulata ist Leitfossil für das Oberhettangium (Lias α2) und bildet die Angulata-Ammonitenzone (Chronozone). Diese wird jedoch ihrerseits weiter in drei Subzonen unterteilt, in die Schlotheimia extranodosa-Subzone im Liegenden,  die Schlotheimia complanata-Subzone und die Schlotheimia depressa-Subzone im Hangenden. Die beiden oberen Subzonen sind im alpinen Raum mit der Marmorea-Zone gleichzusetzen.
Die Subzonen (Subchronozonen) werden nach folgendem Schema ihrerseits in sieben Biohorizonte unterteilt (vom Hangenden zum Liegenden):
- Schlotheimia depressa
  - Pseudomoreana-Horizont
  - Depressa-Horizont
- Schlotheimia complanata
  - Striatissima-Horizont
  - Complanata-Horizont
  - Similis-Horizont
- Schlotheimia extranodosa
  - Extranodosa-Horizont
  - Amblygonia-Horizont

## Angulatenschichten, Angulatensandstein und Angulatenton
Nach Schlotheimia angulata sind in Nordwestdeutschland die Angulatenschichten und in Süddeutschland die Angulatensandstein- und die Angulatenton-Formation benannt.

## Vorkommen

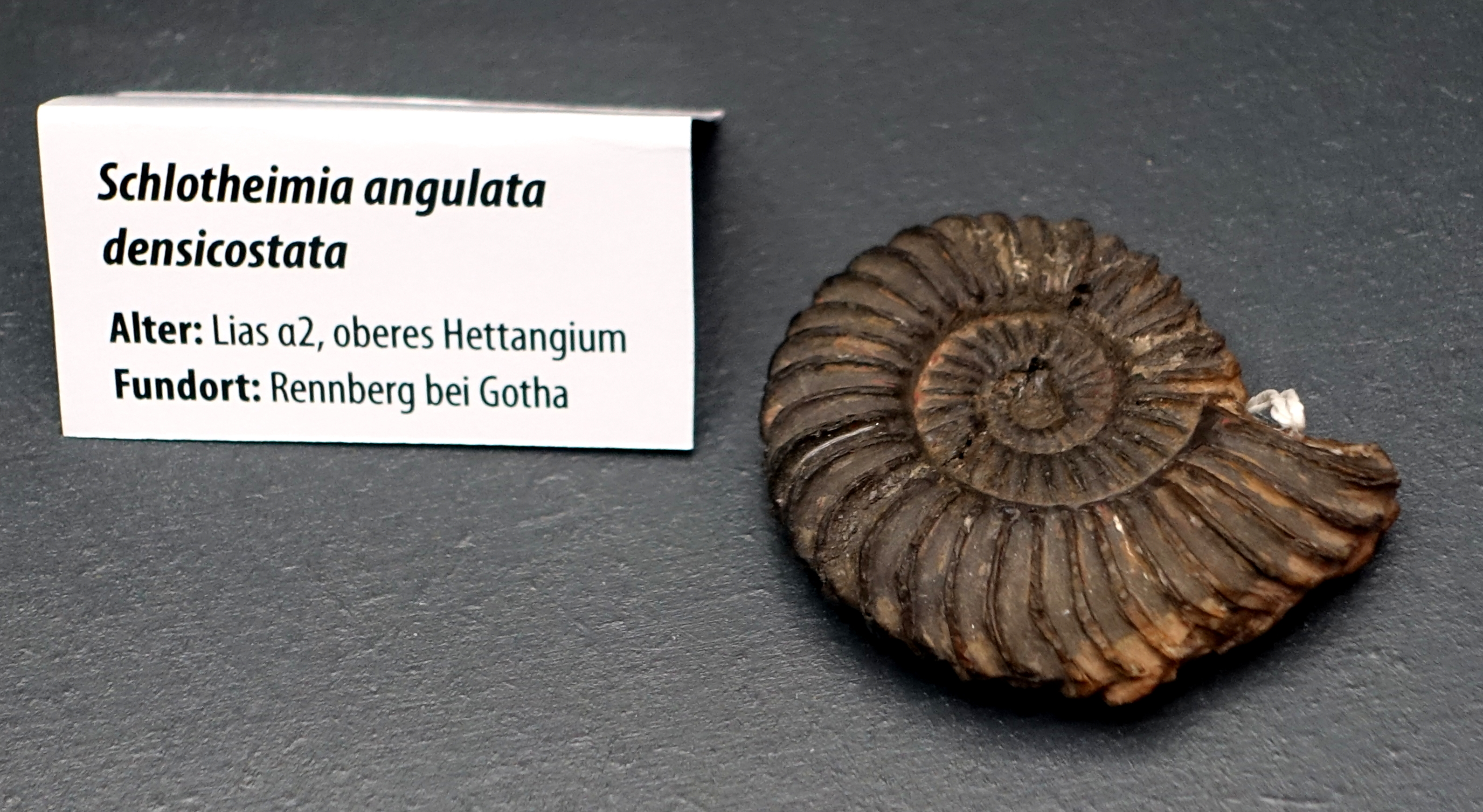
Schlotheimia angulata densicostata

Vorkommen der Gattung Schlotheimia finden sich im Lias der Schwäbischen Alb, so bei Engstlatt und bei Mundelfingen. Erwähnenswert in Baden-Württemberg sind ferner Endingen und Vaihingen an der Enz. Ein Vorkommen in Niedersachsen ist Bodenwerder im Weserbergland. Fundstätten in Nordrhein-Westfalen sind Bielefeld, Horn-Bad Meinberg und Oerlinghausen. In Thüringen sind die Seeberge bei Gotha anzuführen.
In den Chiemgauer Alpen kommt Schlotheimia im Basiskalk des Juras auf der Westseite des Hochgern vor. Fundorte in Österreich liegen in der Umgebung von Adnet, am Fonsjoch in der Nähe des Achensees,  und  im Oberhettangium auf der Steinplatte bei Waidring. In der Schweiz sind die Tongrube Keller bei Frick im Kanton Aargau und Fundgebiete am Ferdenrothorn (3180 m) im Kanton Wallis anzuführen.
Im Nordosten des Pariser Beckens tritt Schlotheimia im Hettangium auf, so beispielsweise in der Provinz Luxemburg im Süden Belgiens, aber auch in Luxemburg. In Luxemburg erscheinen Schlotheimien im Oberhettangium (über dem Grès de Luxembourg) bei Bech, Burmerange, Dalheim, Bad Mondorf und Reckingen/Mess, ja selbst noch in Ernzen in der Südeifel (Rheinland-Pfalz). Im Westen Luxemburgs liegen Schlotheimien jedoch unterhalb des Grès de Luxembourg bei Kapweiler und Schwebach. Stratigraphisch von großer Bedeutung sind Schlotheimienfunde in Präplanorbis-Schichten des unteren Hettangiums, die in einer Bohrung bei Arlon angetroffen wurden.
In den Niederlanden wurde die Gattung Schlotheimia bei Winterswijk in einem Salzlaugungstrichter angetroffen. Fundstätten von Schlotheimia liegen im Vereinigten Königreich in Somerset, bei Awre in Gloucestershire sowie bei Portrush in Nordirland.
Außerhalb Europas erscheinen Schlotheimien in Britisch-Kolumbien (Kanada), in der Pucara-Formation bei Levanto in Peru und im New York Canyon in Nevada (Vereinigte Staaten).